# Blaps polychresta
Blaps polychresta – gatunek chrząszcza z rodziny czarnuchowatych i podrodziny Tenebrioninae.
Gatunek ten został opisany w 1775 roku przez Petera Forsskåla jako Tenebrio polychrestus. Klasyfikowany jest w grupie gatunków B. gigas. Badania z 2011 roku wskazywały na jego siostrzaną pozycję względem nieopisanego jeszcze gatunku oznaczonego jako Blaps sp. n. 5, jednak zgodnie z wynikami badań przeprowadzonych przez Condamine i współpracowników w 2013 roku zajmuje on pozycję siostrzaną do kladu obejmującego trzy gatunki, a jego linie ewolucyjna rozeszła się od linii tego kladu około środkowego pliocenu.
System determinacji płci tego chrząszcza charakteryzuje się występowaniem 12 różnych chromosomów X i sześciu różnych chromosomów Y.
Dorosłe osiągają od 25 do 35 mm długości ciała. Ubarwione są lśniąco czarno. Odnóża i czułki mają długie. Zaniepokojone lub zaatakowane chrząszcze unoszą tylną część ciała na tylnych odnóżach i wystrzeliwują wydzielinę gruczołów obronnych na odległość do 30 cm. Wydzielina ta zawiera mieszaninę chinonów i powoduje silne podrażnienie skóry, a nawet pojawienie się bąbli, jeśli nie zostanie zmyta.
Czarnuchowaty ten zamieszkuje jałowe siedliska. Jest saprofagiem. Odżywia się resztkami martwej materii organicznej, w tym resztkami rozkładającego się ziarna, padliny oraz odchodami myszy, szczurów i królików. Potrafi przetrwać miesiące przy bardzo ograniczonym dostępie do wody i pożywienia.
Blaps polychresta jest żywicielem nicieni Subulura suctoria.
Chrząszcz ten pierwotnie był endemitem Afryki Północnej. Obecnie jego zasięg obejmuje Libię, afrykański Egipt, Synaj, izraelski Negew, a ponadto około 1930 roku zawleczony został do Australii, gdzie występuje w nadbrzeżnej części Australii Południowej.